# Pilcomayo (reka)
Pilcomayo (kečuansko Pillkumayu ali Pillku Mayu, pillku – 'rdeča', mayu – reka , gvaransko Ysyry Araguay [ʔɨsɨˈɾɨ ʔaɾaɰʷaˈɨ]) je reka v osrednji Južni Ameriki. S 1100 kilometri dolžine  je najdaljši zahodni pritok reke Paragvaj. Njeno porečje je veliko 270.000 kvadratnih kilometrov, povprečni pretok pa 200 kubičnih metrov na sekundo.
Na svojem toku se Pilcomayo zamulji in razdeli na dve glavni veji, severno in južno. Po nekaj razdalje se ti veji spet združita in tvorita Spodnji Pilcomayo.
Pilcomayo izvira v vznožju gorovja Andi v departmaju Oruro v Boliviji, vzhodno od jezera Poopó. Reka Jach'a Juqhu velja za izvir Pilcomaya. Zgornji tok reke Jach'a Juqhu zaporedoma dobi imena Aguas Calientes in Kachi Mayu. Od sotočja s Chillawo (Chillahua) se reka imenuje Pilcomayo. Od tam teče v jugovzhodni smeri skozi departmaja Chuquisaca in Tarija, prehaja skozi argentinsko provinco Formosa in planoto Gran Chaco v Paragvaju in tvori večino meje med tema dvema državama, preden se pridruži reki Paragvaj v bližini Asuncióna. Narodni park Río Pilcomayo se nahaja na argentinski strani meje. Prav tako tvori kratek del meje med Argentino in Bolivijo, tik pred tromejo Argentina – Bolivija – Paragvaj.

## Naselitev prebivalcev
V porečju živi približno 1,5 milijona ljudi: milijon v Boliviji, 300 000 v Argentini in 200 000 v Paragvaju.
Indijansko pleme Nakotoi prebiva v južni regiji Pilcomayo, regiji ob reki v osrednjem Paragvaju. Domorodci tega plemena so potomci zelo znanega plemena Redskin. Natokoi so vse sosede obravnavali kot sovražnike, vendar nič bolj kot pleme Tobas in pleme Nimká, njuna soseda na jugozahodu in severovzhodu. Med plemeni že dolgo obstaja gverilska vojna, ki je pleme ločila od neposrednega odnosa z evropskimi naseljenci konec 19. stoletja. Moški tega plemena so na splošno visoki in suhi, grajeni kot lovci ali bojevniki, ženske pa so nizke. Obleka Natokoi je kot preproga, pritrjena okoli pasu.

## Okoljski problemi

### Zastrupitev
Zaradi onesnaženja z zelo strupenimi kovinskimi spojinami, kot so srebro, arzen, kadmij, živo srebro, svinec in cink v bolivijskih rudarskih dejavnostih v andskem visokogorju, je zgornji tok Pilcomayo ena najbolj onesnaženih rek na svetu.

### Pomor rib
Problem odvajanja vode za kmetijstvo in pridobivanje energije iz kanala Río Pilcomayo po kanalih obstaja že od časa pred vojne za Chaco: od leta 1932 za namakalne sisteme v argentinski provinci Formosa, od 1990-ih za namakanje kmetij v departmaju Boquerón v Paragvaju. Proti koncu 2000-ih, ki so se poslabšali zaradi vplivov podnebnih sprememb, se je namakalni projekt Proyecto Pantalón (22°39′42″S 62°11′57″W / 22.66167°S 62.19917°W) v Paragvaju razvil še posebej zaskrbljujoče za svoje sosede Argentino in Bolivija. Vse večje odvajanje vode v Paragvaj v zadnjem desetletju je povzročilo proizvodne izgube v argentinskem kmetijstvu in ribištvu v regiji.
Pogin rib v osrednjem delu reke Pilcomayo ima posledice tudi za ribolov v Boliviji. Tu živeče ribe, kot npr. Prochilodus lineatus se je med spolno zrelostjo drstil v zgornjem toku Pilcomayo. Zaradi slabe oskrbe z vodo in novih namakalnih struktur je migracija rib zdaj tako močno ovirana, da se je avtohtoni ribolov v bolivijski regiji Municipio Villamontes v departmaju Tarija skorajda ustavil.
Trinacionalni vrh v Villamontesu 3. junija 2011 z več kot dvajsetimi sodelujočimi institucijami iz Argentine, Paragvaja in Bolivije naj bi obravnaval problem in našel rešitve. To je vključevalo okrepljeno trinacionalno sodelovanje kot tudi morebitno ustanovitev nacionalnega parka Pilcomayo; poleg tega alternativne oblike gospodarstva, kot je gojenje čebel in rib, pa tudi krepitev turistične ponudbe v regiji.